# Epitonium mitraeforme
Epitonium mitraeforme is een slakkensoort uit de familie van de Epitoniidae. De wetenschappelijke naam van de soort is voor het eerst geldig gepubliceerd in 1844 door G. B. Sowerby.